# China National Football League 2019
La China National Football League 2019 è stata la 7ª edizione del campionato cinese di football americano di primo livello, organizzato dalla CNFL (prima con questo nome).
La finale è stata giocata l'11 gennaio 2020.

## Squadre partecipanti
| Club                   | Città     | Stadio | Sponsor ufficiale | Risultato nella stagione 2018 |
| ---------------------- | --------- | ------ | ----------------- | ----------------------------- |
| Beijing Barbarians     | Pechino   |        |                   |                               |
| Beijing Iron Brothers  | Pechino   |        |                   |                               |
| Chengdu Pandaman       | Chengdu   |        |                   |                               |
| Foshan Tigers          | Foshan    |        |                   |                               |
| Guangzhou Apaches      | Canton    |        |                   |                               |
| Hangzhou Generals      | Hangzhou  |        |                   |                               |
| Hangzhou Smilodons     | Hangzhou  |        |                   |                               |
| Hong Kong Cobras       | Hong Kong |        |                   |                               |
| Hong Kong Combat Orcas | Hong Kong |        |                   |                               |
| Hong Kong Warhawks     | Hong Kong |        |                   |                               |
| Mountain City Fury     | Chongqing |        |                   |                               |
| Qingdao Conquerors     | Tsingtao  |        |                   |                               |
| Shanghai Street Cats   | Shanghai  |        |                   |                               |
| Shanghai Titans        | Shanghai  |        |                   |                               |
| Shanghai Warriors      | Shanghai  |        |                   |                               |
| Shenyang King Kong     | Shenyang  |        |                   |                               |
| Taipei Predators       | Taipei    |        |                   |                               |
| Taiyuan Troops         | Taiyuan   |        |                   |                               |
| Tianjin Pirates        | Tientsin  |        |                   |                               |
| Wuhan Berserkers       | Wuhan     |        |                   |                               |
| Zhengzhou Steamer      | Zhengzhou |        |                   |                               |

## Stagione regolare

### Calendario

#### 1ª giornata
| 8 giugno 2019 | Qingdao Conquerors | 44 – 0 | Tianjin Pirates |  |

#### 2ª giornata
| 29 giugno 2019 | Shenyang King Kong | 14 – 32 | Qingdao Conquerors |  |

#### 3ª giornata
| 6 luglio 2019 | Tianjin Pirates | 0 – 40 | Taiyuan Troops |  |

| 7 luglio 2019 | Beijing Iron Brothers | 0 – 100 | Beijing Barbarians |  |

#### 4ª giornata
| 20 luglio 2019 | Guangzhou Apaches | 18 – 20 | Hong Kong Cobras |  |

| 20 luglio 2019 | Hong Kong Warhawks | 13 – 0 | Hong Kong Combat Orcas |  |

#### 5ª giornata
| 27 luglio 2019 | Foshan Tigers | 8 – 0 | Taipei Predators |  |

| 27 luglio 2019 | Qingdao Conquerors | 40 – 0 | Beijing Iron Brothers |  |

| 28 luglio 2019 | Beijing Barbarians | 42 – 0 | Tianjin Pirates |  |

#### 6ª giornata
| 3 agosto 2019 | Taiyuan Troops | 18 – 0 | Shenyang King Kong |  |

#### 7ª giornata
| 10 agosto 2019 | Taipei Predators | 38 – 14 | Hong Kong Combat Orcas |  |

#### 8ª giornata
| 17 agosto 2019 | Shanghai Warriors | 18 – 7 | Hangzhou Smilodons |  |

| 17 agosto 2019 | Shanghai Titans | 59 – 0 | Hangzhou Generals |  |

| 18 agosto 2019 | Foshan Tigers | 21 – 8 | Guangzhou Apaches |  |

#### 9ª giornata
| 24 agosto 2019 | Wuhan Berserkers | 52 – 0 | Zhengzhou Steamer |  |

| 24 agosto 2019 | Chengdu Pandaman | 32 – 0 | Mountain City Fury |  |

#### 10ª giornata
| 31 agosto 2019 | Hong Kong Cobras | 21 – 0 | Foshan Tigers |  |

| 31 agosto 2019 | Hong Kong Combat Orcas | 21 – 0 | Guangzhou Apaches |  |

| 31 agosto 2019 | Taipei Predators | 12 – 17 | Hong Kong Warhawks |  |

| 31 agosto 2019 | Beijing Barbarians | 74 – 0 | Shenyang King Kong |  |

#### 11ª giornata
| 7 settembre 2019 | Tianjin Pirates | 24 – 44 | Beijing Iron Brothers |  |

| 7 settembre 2019 | Taiyuan Troops | 30 – 0 | Qingdao Conquerors |  |

| 7 settembre 2019 | Hangzhou Smilodons | 7 – 25 | Shanghai Titans |  |

| 7 settembre 2019 | Mountain City Fury | 0 – 46 | Chengdu Pandaman |  |

| 7 settembre 2019 | Zhengzhou Steamer | 0 – 42 | Wuhan Berserkers |  |

| 7 settembre 2019 | Shanghai Street Cats | 0 – 48 | Shanghai Warriors |  |

#### 12ª giornata
| 21 settembre 2019 | Guangzhou Apaches | 0 – 46 | Taipei Predators |  |

| 21 settembre 2019 | Hong Kong Warhawks | 18 – 15 | Hong Kong Cobras |  |

| 21 settembre 2019 | Hangzhou Generals | 0 – 46 | Shanghai Warriors |  |

| 22 settembre 2019 | Chengdu Pandaman | 28 – 6 | Zhengzhou Steamer |  |

#### 13ª giornata
| 28 settembre 2019 | Taiyuan Troops | 10 – 30 | Beijing Barbarians |  |

| 28 settembre 2019 | Hangzhou Smilodons | 32 – 0 | Shanghai Street Cats |  |

#### 14ª giornata
| 12 ottobre 2019 | Guangzhou Apaches | 21 – 0 | Hong Kong Warhawks |  |

| 12 ottobre 2019 | Mountain City Fury | 24 – 54 | Wuhan Berserkers |  |

| 12 ottobre 2019 | Foshan Tigers | 21 – 0 | Hong Kong Combat Orcas |  |

| 12 ottobre 2019 | Taipei Predators | 46 – 6 | Hong Kong Cobras |  |

#### 15ª giornata
| 19 ottobre 2019 | Shanghai Warriors | 10 – 14 | Shanghai Titans |  |

| 19 ottobre 2019 | Shenyang King Kong | 52 – 0 | Tianjin Pirates |  |

| 19 ottobre 2019 | Qingdao Conquerors | 0 – 48 | Beijing Barbarians |  |

#### 16ª giornata
| 26 ottobre 2019 | Beijing Iron Brothers | 12 – 40 | Taiyuan Troops |  |

| 26 ottobre 2019 | Wuhan Berserkers | 44 – 6 | Chengdu Pandaman |  |

| 26 ottobre 2019 | Zhengzhou Steamer | 8 – 0 | Mountain City Fury |  |

#### 17ª giornata
| 2 novembre 2019 | Hangzhou Smilodons | 89 – 0 | Hangzhou Generals |  |

| 2 novembre 2019 | Hong Kong Warhawks | 21 – 0 | Foshan Tigers |  |

| 2 novembre 2019 | Hong Kong Combat Orcas | 27 – 20 | Hong Kong Cobras |  |

#### 18ª giornata
| 9 novembre 2019 | Shenyang King Kong | 70 – 6 | Beijing Iron Brothers |  |

| 9 novembre 2019 | Shanghai Street Cats | - – - | Hangzhou Generals |  |

#### 19ª giornata
| 16 novembre 2019 | Shanghai Titans | 42 – 0 | Shanghai Street Cats |  |

### Classifiche
Le classifiche della regular season sono le seguenti:
- PCT = percentuale di vittorie, G = partite giocate, V = partite vinte,  P = partite perse, PF = punti fatti, PS = punti subiti

#### CNFL North
| Pos. | Squadra               | PCT   | G | V | N | P | PF  | PS  |
| ---- | --------------------- | ----- | - | - | - | - | --- | --- |
| 1    | Beijing Barbarians    | 1.000 | 5 | 5 | 0 | 0 | 294 | 10  |
| 2    | Taiyuan Troops        | .800  | 5 | 4 | 0 | 1 | 138 | 42  |
| 3    | Qingdao Conquerors    | .600  | 5 | 3 | 0 | 2 | 116 | 92  |
| 4    | Shenyang King Kong    | .400  | 5 | 2 | 0 | 3 | 136 | 130 |
| 5    | Beijing Iron Brothers | .200  | 5 | 1 | 0 | 4 | 62  | 274 |
| 6    | Tianjin Pirates       | .000  | 5 | 0 | 0 | 5 | 24  | 222 |

#### CNFL West
| Pos. | Squadra            | PCT   | G | V | N | P | PF  | PS  |
| ---- | ------------------ | ----- | - | - | - | - | --- | --- |
| 1    | Wuhan Berserkers   | 1.000 | 4 | 4 | 0 | 0 | 192 | 30  |
| 2    | Chengdu Pandaman   | .750  | 4 | 3 | 0 | 1 | 112 | 50  |
| 3    | Zhengzhou Steamer  | .250  | 4 | 1 | 0 | 3 | 14  | 122 |
| 4    | Mountain City Fury | .000  | 4 | 0 | 0 | 4 | 24  | 140 |

#### CNFL South
| Pos. | Squadra                | PCT  | G | V | N | P | PF  | PS  |
| ---- | ---------------------- | ---- | - | - | - | - | --- | --- |
| 1    | Hong Kong Warhawks     | .800 | 5 | 4 | 0 | 1 | 69  | 48  |
| 2    | Foshan Tigers          | .600 | 5 | 3 | 0 | 2 | 50  | 50  |
| 3    | Taipei Predators       | .600 | 5 | 3 | 0 | 2 | 142 | 45  |
| 4    | Hong Kong Combat Orcas | .400 | 5 | 2 | 0 | 3 | 62  | 92  |
| 5    | Hong Kong Cobras       | .400 | 5 | 2 | 0 | 3 | 82  | 109 |
| 6    | Guangzhou Apaches      | .200 | 5 | 1 | 0 | 4 | 47  | 108 |

#### CNFL East
| Pos. | Squadra              | PCT   | G | V | N | P | PF  | PS  |
| ---- | -------------------- | ----- | - | - | - | - | --- | --- |
| 1    | Shanghai Titans      | 1.000 | 4 | 4 | 0 | 0 | 140 | 17  |
| 2    | Shanghai Warriors    | .750  | 4 | 3 | 0 | 1 | 122 | 21  |
| 3    | Hangzhou Smilodons   | .500  | 4 | 2 | 0 | 2 | 135 | 43  |
| 4    | Shanghai Street Cats | .000  | 3 | 0 | 0 | 3 | 0   | 122 |
| 5    | Hangzhou Generals    | .000  | 3 | 0 | 0 | 3 | 0   | 194 |

## Playoff

### Tabellone
|  | Wild card          | Wild card         |                   |                    | Quarti di finale | Quarti di finale |    |  | Semifinali | Semifinali |  |  | VII Finale | VII Finale |
|  |                    |                   |                   |                    |                  |                  |    |  |            |            |  |  |            |            |
|  |                    |                   |                   |                    |                  |                  |    |  |            |            |  |  |            |            |
|  |                    |                   |                   |                    |                  |                  |    |  |            |            |  |  |            |            |
|  | Shanghai Titans    | 62                |                   |                    |                  |                  |    |  |            |            |  |  |            |            |
|  | Shanghai Titans    | 62                | Taiyuan Troops    | 26                 |                  |                  |    |  |            |            |  |  |            |            |
|  |                    | Taiyuan Troops    | Taiyuan Troops    | 26                 | 0                |                  |    |  |            |            |  |  |            |            |
|  | Zhengzhou Steamer  | Taiyuan Troops    | 14                |                    | 0                | Shanghai Titans  | 23 |  |            |            |  |  |            |            |
|  | Zhengzhou Steamer  |                   | 14                |                    |                  | Shanghai Titans  | 23 |  |            |            |  |  |            |            |
|  |                    |                   |                   | Hong Kong Warhawks | 12               |                  |    |  |            |            |  |  |            |            |
|  | Hong Kong Warhawks | 1                 |                   | Hong Kong Warhawks | 12               |                  |    |  |            |            |  |  |            |            |
|  | Hong Kong Warhawks | 1                 | Chengdu Pandaman  | 1                  |                  |                  |    |  |            |            |  |  |            |            |
|  |                    | Chengdu Pandaman  | Chengdu Pandaman  | 1                  | 0 d.g.s.         |                  |    |  |            |            |  |  |            |            |
|  | Qingdao Conquerors | Chengdu Pandaman  | 0 d.g.s.          |                    | 0 d.g.s.         | Shanghai Titans  | 13 |  |            |            |  |  |            |            |
|  | Qingdao Conquerors |                   | 0 d.g.s.          |                    |                  | Shanghai Titans  | 13 |  |            |            |  |  |            |            |
|  |                    |                   |                   | Wuhan Berserkers   | 36               |                  |    |  |            |            |  |  |            |            |
|  | Wuhan Berserkers   | 52                |                   | Wuhan Berserkers   | 36               |                  |    |  |            |            |  |  |            |            |
|  | Wuhan Berserkers   | 52                | Foshan Tigers     | 25                 |                  |                  |    |  |            |            |  |  |            |            |
|  |                    | Foshan Tigers     | Foshan Tigers     | 25                 | 8                |                  |    |  |            |            |  |  |            |            |
|  | Hangzhou Smilodons | Foshan Tigers     | 22                |                    | 8                | Wuhan Berserkers | 86 |  |            |            |  |  |            |            |
|  | Hangzhou Smilodons |                   | 22                |                    |                  | Wuhan Berserkers | 86 |  |            |            |  |  |            |            |
|  |                    |                   |                   | Shanghai Warriors  | 40               |                  |    |  |            |            |  |  |            |            |
|  | Beijing Barbarians | 6                 |                   | Shanghai Warriors  | 40               |                  |    |  |            |            |  |  |            |            |
|  | Beijing Barbarians | 6                 | Shanghai Warriors | 42                 |                  |                  |    |  |            |            |  |  |            |            |
|  |                    | Shanghai Warriors | Shanghai Warriors | 42                 | 34               |                  |    |  |            |            |  |  |            |            |
|  | Taipei Predators   | Shanghai Warriors | 18                |                    | 34               |                  |    |  |            |            |  |  |            |            |
|  | Taipei Predators   |                   | 18                |                    |                  |                  |    |  |            |            |  |  |            |            |

### Wild Card
| 16 novembre 2019 | Shanghai Warriors | 42 – 18 | Taipei Predators |  |

| 16 novembre 2019 | Chengdu Pandaman | 1 – 0 (a tavolino) | Qingdao Conquerors |  |

| 16 novembre 2019 | Foshan Tigers | 25 – 22 | Hangzhou Smilodons |  |

| 16 novembre 2019 | Taiyuan Troops | 26 – 14 | Zhengzhou Steamer |  |

### Quarti di finale
| 30 novembre 2019 | Shanghai Titans | 62 – 0 | Taiyuan Troops |  |

| 30 novembre 2019 | Hong Kong Warhawks | 1 – 0 (a tavolino) | Chengdu Pandaman |  |

| 30 novembre 2019 | Wuhan Berserkers | 52 – 8 | Foshan Tigers |  |

| 30 novembre 2019 | Beijing Barbarians | 6 – 34 | Shanghai Warriors |  |

### Semifinali
| 14 dicembre 2019 | Shanghai Titans | 23 – 12 | Hong Kong Warhawks |  |

| 14 dicembre 2019 | Wuhan Berserkers | 86 – 40 | Shanghai Warriors |  |

### VII Finale
| 11 gennaio 2020 | Shanghai Titans | 13 – 36 | Wuhan Berserkers |  |

## Verdetti
- Wuhan Berserkers Campioni della Cina 2019